# Антонен Манавян
Антонен Манавян (фр. Antonin Manavian; 26 квітня 1987, Париж, Франція) — французький хокеїст, захисник. Виступає за «Руан» у Лізі Магнуса.
За національністю вірменин. Вихованець хокейної школи «Курбевуа». Виступав за «Гавр», «Руан», «Акаді-Батурст Тайтен» (QMJHL), «Гатіно Олімпік» (QMJHL), «Гренобль», «Бейкерсфілд Кондорс» (ECHL), «Анже».
У складі національної збірної Франції учасник чемпіонатів світу 2009, 2010 і 2012 (9 матчів, 0+0). У складі молодіжної збірної Франції учасник чемпіонатів світу 2006 (дивізіон I) і 2007 (дивізіон I). У складі юніорської збірної Франції учасник чемпіонату світу 2004 (дивізіон I) і 2005 (дивізіон I).
Досягнення
- Чемпіон Франції (2007, 2009)
- Володар Кубка Франції (2008, 2009)
- Володар Кубка французької ліги (2007, 2009).
- Володар Континентального кубка (2012).